# British Aerospace EAP
Das Experimental Aircraft Programme (EAP) von British Aerospace (BAe) war ein Experimentalflugzeug, das den technologischen Grundstein für das Eurofighter-Projekt legte. Ohne das EAP wäre das European Fighter Aircraft (EFA) nicht möglich gewesen. Das EAP erprobte die Tauglichkeit von Leichtbauwerkstoffen wie CFK und Al-Li-Legierungen für den dauerhaften Überschallflug, und neue, kostengünstige Fertigungsverfahren für Titan- und CFK-Halbzeuge und Einzelteile.
Das EAP war das erste Flugzeug der Welt, das Tragflächen aus geklebten CFK-Bauteilen besaß, und das erste europäische Flugzeug, das durch faserverstärkten Kunststoff aeroelastisch ausgelegt war. Ursprünglich sollte das Rumpfteil des EAP aus CFK und superplastisch verformten, diffusionsgeschweißtem Titan bestehen, und von Messerschmitt-Bölkow-Blohm (MBB) gefertigt werden. MBB präsentierte dazu auf der Pariser Luftfahrtausstellung 1983 einen Rumpf mit Cockpit, der komplett aus CFK gefertigt und zum damaligen Zeitpunkt die größte CFK-Struktur der Welt war. Der von der deutschen Bundesregierung forcierte Rückzug von MBB zwang BAe aber dazu, hier auf die bewährte Aluminium-Bauweise zurückzugreifen. Als Folge daraus ist auch der Rumpf des Eurofighters konventionell aus Aluminiumbauteilen genietet.
Die Flugkontrollrechner des EAP bildeten das Wissen und die Erfahrung ab, die bereits zuvor mit dem Fly-by-Wire-Jaguar und der F-104G CCV gesammelt worden waren. Die Steuerbefehle wurden angepasst, die aerodynamische Instabilität gesteigert und die Möglichkeit zum Override integriert, um höhere g-Kräfte zu erfliegen. Die restliche Avionik wurde nach der Pave Pillar-Architektur der USAF gestaltet, die auch im Advanced Tactical Fighter (ATF) zum Einsatz kommen sollte.
Zulieferer aus Deutschland und Italien trugen signifikant zum Gelingen des Programmes bei. Diese Firmen investierten dabei ausschließlich ihr privates Kapital, da ihre Regierungen im Gegensatz zur Britischen keinen Beitrag leisteten. Aufgrund der ausbleibenden finanziellen Beteiligung der beiden Länder konnte auch nur ein EAP (ZF 534) gebaut werden, obwohl ursprünglich zwei Maschinen geplant waren.

## Geschichte

### Erste Konzepte
Im Jahre 1983 wurde hinter den Kulissen weiter über ein gemeinsames europäisches Kampfflugzeug verhandelt. British Aerospace warb weiter dafür, einen Agile Combat Aircraft (ACA) Demonstrator zu bauen. Nur einen, wenn das Programm ausschließlich durch Großbritannien finanziert werden sollte, oder zwei, wenn Aeritalia und MBB noch mit ihren Regierungen einsteigen würden. Es wurde gehofft, bis Ende 1983 eine Einigung erzielt zu haben, damit das Flugzeug 1985/86 zum Erstflug starten und 1990 in Serie gehen könnte. Sollte ACA in Schwung kommen, wurde gehofft, dass Frankreich noch als vierter Partner mit einsteigen würde. Frankreich plante damals ebenfalls einen Kampfflugzeugprototyp, der dem ACA ähnlich war, und suchte MBB als Partner. Die Bundesregierung plante, mit Frankreich in Flugkörper-, Hubschrauber- und Flugzeugprojekten zu kooperieren, allerdings war kein Geld verfügbar, und die Entscheidung wurde der Industrie überlassen. Die Regierung präferierte aber das ACA, welches mit dem Northrop-Dornier ND-102 konkurrieren könnte. 1983 erwachte die Luftwaffe (Bundeswehr) auch langsam aus ihrem Winterschlaf, welche zwar unter Geldmangel litt, aber über ein neues Kampfflugzeug nachdachte.
1983 legte die Luftwaffe die ersten Spezifikationen für das neue Taktische Kampfflugzeug (TKF) vor. Das Flugzeug zur Landesverteidigung sollte mit Luft-Luft-Raketen AMRAAM und einer Bordkanone bewaffnet und allwetterfähig sein. Die Grenzen konventioneller Aerodynamik sollten überwunden werden, eine Einschränkung bei der Ausrichtung des Flugzeuges nicht existieren. Konkret wurde gefordert, dass das Flugzeug soviel g-Kraft wie der Pilot vertragen müsse, und auch nach einem Strömungsabriss noch kontrollierbar sein sollte. Oberst Rolf Thiemann erläuterte dazu, dass im Gegensatz zur Royal Air Force, welche Luftkämpfe über der Nordsee erwartete, die deutsche Luftwaffe den Luftkampf bereits auf mittlere Entfernung beginne, und schnell zu einem Nahkampf übergehen werde.
Dornier und MBB legten ihre Entwürfe vor. Die Deutsche Politik und die Bundeswehr planten einen Wettbewerb zwischen den beiden Flugzeugen mit fliegenden Prototypen, etwa 1986. Allerdings war die Finanzierung von zwei Prototypen unklar. Für ein gemeinsames europäisches Flugzeug wurde ein Volumen von 700 Maschinen abgeschätzt. Deutschland wollte British Aerospace und Dassault in ein zukünftiges europäisches Kampfflugzeugprojekt einbinden, allerdings hätte die Haushaltsplanung erst ab 1996 die Beschaffung eines neuen Kampfflugzeuges ermöglicht, wenn die Phantoms längst obsolet wären. Um ein europäisches Monopol zu vermeiden, wollte die Luftwaffe sich die Option offen halten, auch Kampfflugzeuge von der Stange (z. B. F-18) zu kaufen. Die Kosten für das Triebwerk wurden mit 35 % veranschlagt, wobei MBB das RB.199, die Luftwaffe das GE F404, und Dassault das Snecma M88 bevorzugte. Als Radar kristallisierte sich bereits das AN/APG-65 der F-18 heraus. Der Hauptknackpunkt der Kooperation waren die unterschiedlichen Anforderungen: Deutschland und Italien wollten den Fokus auf Luft-Luft legen, Frankreich einen ausgewogenen Entwurf, Großbritannien eher Luft-Boden. Ferner wollten die Briten Senkrechtstart und -landung auch irgendwie unterbringen.
In der deutschen Industrie vertraten MBB und Dornier mit ihren Entwürfen eine unterschiedliche Philosophie: Der LVJ 90 von MBB legte den Fokus auf Performance und sah Nachverbrennung als unverzichtbar an. Der ND-102 von Dornier verzichtete hingegen auf Nachbrenner, konnte aber trotzdem Mach 2 erreichen (Supercruise). Der Entwurf von MBB war fortschrittlich und teuer, und sollte gemäß MBB ein Abschussverhältnis von 2:1 bis 3:1 im Luftkampf auf kurze und mittlere Entfernungen erzielen. Für den Export, welcher einen Teil der Entwicklungskosten einspielen sollte, war eine Luft-Boden-Fähigkeit vorgesehen. Neben einer geringen Tragflächenbelastung sollte das Fluggerät „unlimited flying“ (heute Supermaneuverability genannt) ermöglichen: Es sollte auch nach einem Strömungsabriss fliegen können, und trudelfrei sein. Das Kampfflugzeug sollte unter allen Umständen jede gewünschte Bewegung ausführen können, was durch die Canards und Schubvektorsteuerung gewährleistet werden sollte. Raketenmotoren und Absaugen/Ausblasen der Grenzschicht waren angedacht.

### Beginn der Zusammenarbeit
MBB begann bereits mit der Fertigung des vorderen Rumpfstücks, welches zu 80 % aus CFK bestand, und auf der Paris Air Show 1983 ausgestellt werden sollte. Dornier arbeitete seit vier Jahren mit Northrop zusammen und sah das ND-102 als Antwort auf die Spezifikationen der Luftwaffe. Im Gegensatz zu MBB wurde aber mehr Wert auf geringe Kosten gelegt. Die Bundesregierung finanzierte Dornier Testflüge mit Alpha-Jets für eine neue transsonische Tragfläche, Direct Side Force Controls (DSFC), neue Klappen und tragende Strukturen aus CFK. Dornier testete bereits einen Flügel im Ermüdungstest, der komplett auf CFK gefertigt war. Deutschland plante auch einen Tornado mit CFK-Heckflosse zu bauen und zu testen. Zu der Zeit flog die Luftwaffe bereits mit CFK-Luftbremsen an den Alpha-Jets, um die Langzeitfestigkeit des Materials zu erfassen. Dornier favorisierte eine Zusammenarbeit mit Dassault.
Auf der Paris Air Show 1983 wurde schließlich von British Aerospace die Finanzierung des ACA durch die Britische Regierung bekannt gegeben, als Vorstufe zu einem Experimental Aircraft Programme (EAP). Ein Mock-Up mit doppeltem Seitenleitwerk war bereits Monate zuvor in Farnborough gezeigt worden. Mit den (inoffiziell) 70 Millionen Pfund wollte die Regierung ein Zeichen setzen, und die Verhandlungen auf etwas Konkreteres als Machbarkeitsstudien aufbauen. Es war von bis zu fünf ACA-Prototypen die Rede, welche Handling, Fly-by-Wire, Performance, Avionik und Waffen testen sollten. Obwohl sich die deutsche und italienische Regierung nicht an den Kosten beteiligten, waren MBB und Aeritalia am EAP beteiligt. Frankreich bearbeitete aber Deutschland, sich am ACX-Programm zu beteiligen, und Dassault führte Gespräche mit MBB. Da MBB sich mit privaten Geldern am EAP beteiligte, kam auch kein Druck aus der Politik. MBB präsentierte auf der Paris Air Show auch den Rumpf mit Cockpit, welcher komplett aus CFK gefertigt war, und zum damaligen Zeitpunkt die größte CFK-Struktur der Welt war.
Im Dezember 1983 trat Spanien den EAP-Partnerländern Deutschland, Italien und Großbritannien zu Gesprächen bei, wobei auch weiterhin nur Großbritannien das Projekt zur Hälfte finanzierte. Die restliche Hälfte der Kosten wurde von der Industrie aus eigener Tasche bezahlt. Der Erstflug für das EAP wurde auf den Frühling 1986 gesetzt. Das Programm sollte Fly-by-Wire, CFK-Flügel und ein modernes Cockpit demonstrieren. Für das Cockpit waren neben Sprachein- und -ausgabe auch CRT-Bildschirme geplant. Ferner wurde bei der Cockpitentwicklung mit einem „nicht-europäischen Partnerland“ zusammengearbeitet. Warton hatte auch die Idee, den Simulatordom als Trainer zu verwenden. Die zwei Simulatordome in Warton ermöglichten es, gegen jeden beliebigen Gegner virtuell zu kämpfen. Dazu waren die Maschinen aller NATO-Länder und ihrer möglichen Gegner einprogrammiert, und, als kleine Spielerei, die Supermarine Spitfire. Die Simulatordome wurden auch zur Entwicklung von Tornado und EAP verwendet. Für Warton war das EAP notwendig, um nach dem auslaufenden Tornado-Programm weiter beschäftigt zu sein. Deutschland und Großbritannien konnten sich nun auf Luft-Luft als Hauptaufgabe einigen, mit Luft-Boden als Sekundäraufgabe.

### Abgang Frankreichs
Nachdem Bonn Ende 1983 die Fünf-Nationen-Forderungskatalog für Future European Fighter Aircraft (FEFA) unterzeichnet hatte, presste zum Jahreswechsel 1983/1984 die Regierung Kohl MBB aus dem EAP-Projekt. MBB musste seinen Anteil von 40 % auf unter 1 % reduzieren. MBB sollte eigentlich den Rumpf fertigen und Aeritalia die Flügel. So blieben für MBB nur die Flaperons des Flugzeuges als Fertigungsteil. Deutschland wollte eine neutrale Rolle zwischen dem EAP (Großbritannien) und ACX (Frankreich) einnehmen und sah beide nur als Technologie-Demonstratoren. Man gab die Hoffnung auf ein Fünf-Nationen-Kampfflugzeug nicht auf, ferner war der Arbeitsanteil ungelöst. Auch stand die Frage im Raum, ob ein Fünf-Nationen-Triebwerk entwickelt werden solle.
Im Mai 1984 warnte Peter Fichtmüller, Vorsitzender von MBB, dass die Einigung über ein Flugzeug, das den Fünf-Nationen-Forderungskatalog erfüllt, im nächsten Jahr erfolgen müsse, um bis 1995 eine Serienmaschine zu haben. Während Frankreich und Großbritannien Technologie-Demonstratoren bauten, kam Deutschland nicht in die Gänge. Grund war, dass die Luftwaffe der Beschaffung von Patriot-FlaRak-Systemen eine höhere Priorität zuordnete als dem TKF-90. Allerdings hatte die Luftwaffe Anfang des Jahres unter dem Titel „Jäger 90“ einen eigenen Forderungskatalog aufgestellt, der spezifischer als der des FEFA (nun EFA genannt) war. Verlangt wurde ein Kampfflugzeug mit STOL-Eigenschaften, der Einsatzmöglichkeit von 500 m langen Behelfslandeplätzen, Tarnkappentechnik, 50 km TWS-Radarreichweite, sechs BVR Luft-Luft-Raketen und Bordkanone. Die Höchstgeschwindigkeit sollte Mach 1,8 betragen, und die dauerhafte Wenderate 4 g bei Mach 1,4–1,6 und 12 kft. Der Einsatzradius sollte 600 nm für Luft-Luft- und 300 nm für Luft-Boden-Einsätze sein. Aus Sicht der Industrie sollte das European Fighter Aircraft (EFA) anfangs mit einem bereits verfügbaren Triebwerk fliegen, um Entwicklungsprobleme zu vermeiden. Trotzdem fiel die europäische Einigung über genaue Leistungsparameter schwer. Deutschland stellte die höchsten, Frankreich die geringsten Anforderungen an das Flugzeug. MBB war hingegen frustriert, praktisch ohne Beteiligung an beiden Programmen dazustehen. Da die Bundesregierung eine Beteiligung am EAP ablehnte, war klar, dass nur ein Flugzeug gebaut würde. Während sich MBB deshalb auf die Flugsteuerung des F-104G CCV konzentrierte und Forschungen zu Werkstoffen durchführte, betrieb Dornier weiter Lobbyarbeit für seine ND-102. Falls Deutschland einen Prototyp bauen wolle, so hoffte man, sollte dies eine ND-102 mit ATF-Triebwerken sein.
Obwohl die Rüstungsindustrie Druck auf die Regierungen machte, zu einer Einigung zu kommen, platze das Treffen der Verteidigungsminister im März 1985. Großbritannien und Deutschland fehlte das Geld, die Bundesrepublik hatte auch noch keinen Plan, welcher Anteil bei einer Entwicklung angenommen werden sollte. Weder Deutschland, noch Großbritannien waren gewillt, die Führungsnation zu sein. Lediglich Frankreich schwebte ein klares Ziel vor, das Flugzeug auf den Export auszurichten, ohne die nationalen Anforderungen zu verwässern. Diese Verzögerungen erhöhten den Druck auf die Länder, eigene Wege bei der Kampfflugzeugentwicklung zu gehen. Großbritannien würde dann auf Basis des EAP, und Frankreich auf Basis des ACX fortfahren, oder bei der ND-102 einsteigen.
1985 zeigten auch die Niederlande, Belgien, Norwegen und Dänemark Interesse am EFA. Da die EFA-Spezifikationen geheim waren, war nur bekannt, dass das einsitzige Flugzeug mit zwei Triebwerken extrem manövrierfähig sein sollte, um die JF-90-Anforderung der Luftwaffe zu erfüllen. Die Leermasse sollte bei 9,5 t liegen. Als Triebwerk sah die Luftwaffe im F404 eine Option, wobei MTU Druck machte, ein komplett neues Triebwerk für das Kampfflugzeug zu entwickeln. MTU wollte in diesem europäischen Joint-Venture 25 % Anteil einnehmen, ebenso wie Westdeutschland am Gesamtprojekt. MBB und Dornier arbeiteten inzwischen an ihren JF-90-Konzepten und wollten diese auf der Paris Air Show präsentieren. MBB arbeite mit McDonnell Douglas für das JF-90 zusammen (später X-31), Dornier mit Northrop (ND-102). Deutschland wollte als Notlösung eine deutsche JF-90-Flugzeugzelle mit dem F404 verbinden, falls die europäische Kooperation scheitern sollte. Der Kauf der F-16XL wurde verworfen. Großbritannien entwickelte das P.120-Konzept, das dem späteren Eurofighter schon sehr nahekam, mit 94 kN Schub pro Triebwerk. Frankreich entwickelte sich aber mehr und mehr zum Problemfall, nicht nur wegen der unterschiedlichen Leistungsvorstellungen. Die französische Industrie verlangte bis zu 50-prozentige Arbeitsanteile, die Politik immerhin „nur“ 31 %. Ferner wollte Frankreich die Kompetenz-Kompetenz, das Technikteam in Frankreich, die Testflüge in Frankreich (unter französischer Kontrolle) und den Bau aller Mock-ups in Frankreich. Die Subkomponenten sollten nicht ausgeschrieben werden, sondern durch die (französisch dominierte) Projektleitung vergeben werden. Ferner verlangte Frankreich die Kontrolle über Export und Vermarktung, Risiken sollten aber geteilt werden. Bei den anderen Ländern kam über dieses (O-Ton) „chauvinistische“ Verhalten Unmut auf. Es wurde vermutet, dass Frankreich das EFA nur größtmöglich verzögern wollte, um mit dem ACX einen eigenen Weg zu gehen. Die schwache Leistung des Snecma M88 hätten auch ein Erfüllen der EFA-Anforderungen kaum möglich gemacht.

### Als privates Projekt
Unbeeindruckt von den politischen Querelen wurde das 1983 begonnene EAP fertig gebaut. Ende 1984 wurde der Vorderrumpf ausgerüstet, die Endmontage begann Anfang 1985. Im August und September wurden die Tragflächen an den Rumpf montiert. Ende 1985 war die Verkabelung soweit, und das betankte EAP wurde im November 1985 auf die Waage gefahren, um den Schwerpunkt für die Fluglagecomputer zu ermitteln. Im Dezember wurde der Steuerbordflügel in einem Teststand akustischen Schwingungstests unterzogen. Im Januar 1986 wurden erste Tests mit den RB.199 Mk 104D durchgeführt. In Warton wurde die effektive Radarrückstrahlfläche vermessen.
Im März konnten sich Aeritalia, British Aerospace, CASA und MBB auf das Gewichtslimit für das EFA einigen. Das zögerliche Deutschland meldete vorher Bedenken an, dass das Flugzeug zu schwer sein könnte, und wollte mehr Zeit, um das ND-102 ein weiteres Mal zu prüfen. Deutschland verzichtete schließlich auf das ND-102. Die Firmen boten zuvor verschiedene Optionen für das EFA an, um Gewicht, Leistung und Kosten abzustimmen. So wurde die Idee geboren, dass maximale Lastvielfache zu reduzieren, um das Leergewicht zu senken. Die Unternehmen einigten sich darauf, eine gemeinsame Firma zum Management des EFA zu gründen. Die Firma sollte wie die NAMMA in München angesiedelt sein. Im April war aber klar, dass sich die Entwicklung des EFA verzögern würde, da in Deutschland der Wahlkampf dazwischen kam. Gleichzeitig befürchtete Deutschland, dass das EFA das vereinbarte Gewichtslimit von 9,75 t überschreiten könnte. Deshalb forderte Deutschland weitere Studien zum ND-102 und P.110, um das Gewichtslimit keinesfalls zu brechen. Gleichzeitig wurde die EFA-Firma Eurofighter genannt.
Am 18. April 1986 fand der Roll-out des EAP statt, der von einer Lasershow begleitet wurde. Bis zu diesem Zeitpunkt kostete das Projekt 180 Mio. Pfund. Ursprünglich sollte das Projekt zu 50 % von Industrie und Regierungen finanziert werden, durch den Rückzug Deutschlands und Italiens musste die Industrie aber ein Großteil der Kosten tragen. 80 Mio. Pfund kamen von der Regierung des Königreiches, 100 Mio. musste BAe, MBB und Aeritalia beisteuern. Die Flugzeugzelle des EAP mit der modifizierten Tornado-ADV-Finne kostete £ 115 Mio. Davon wurden 70 % von britischen, 23–24 % von italienischen und der Rest aus deutschen Quellen bestritten. Das Fly-by-Wire-System kostete £ 65 Mio. und wurde zu 65 % von den Briten, 30 % MBB und 5 % Aeritalia finanziert.

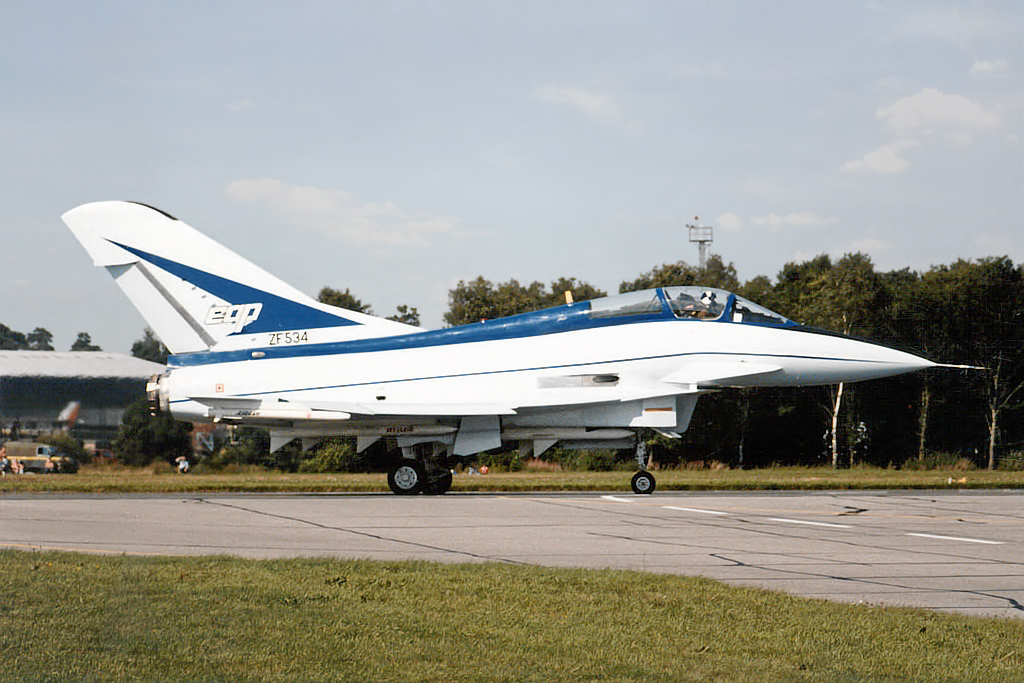
EAP auf der Farnborough Airshow 1986

Da die Angestellten in Warton im Anfang Juni 1986 mit großer Mehrheit dafür stimmten, den Streik für höhere Löhne fortzuführen, war der Schautermin auf der Farnborough International Airshow gefährdet. Der Streik begann vier Wochen vor dem Erstflug Ende Mai. Am 20. Juni wurde der Streik beendet. Ob das EAP in Farnborough fliegen würde war aufgrund des Zeitdrucks aber unklar. Mitte Juli gab BAe bekannt, dass das EAP Ende des Monats fliegen würde, und für die Farnborough International Airshow bereit sei. Der statische Test mit den RB.199-Mk-104D-Triebwerken wurde Anfang Juli abgeschlossen. Der Erstflug wurde durch Hydraulikprobleme und schlechtes Wetter verzögert und fand am 8. August 1986 mit Dave Eagles am Steuer statt. Bis zum 13. August wurden bereits sieben Flugstunden bei sechs Flügen angesammelt, darunter auch ein Überschallflug mit Mach 1,1 beim Erstflug, sowie Dutch Rolls und 4g-Manöver. Auf der Farnborough International Airshow wurde ein Mock-up des EFA ausgestellt, und die Gründung von Eurojet Turbo bekanntgegeben, welche mit dem EJ200 ein Supercruise-Triebwerk für das EFA entwickeln sollte. Auf der Luftfahrtmesse flog auch das EAP. Die Kosten für den Demonstrationsflug, ebenso wie für weitere Testflüge, mussten komplett von der Industrie getragen werden. Eine Anschlussfinanzierung für das EFA war ebenfalls unklar, da Anfang 1987 Bundestagswahlen waren. BAe war deshalb gezwungen, weitere Testflüge auf eigene Rechnung durchzuführen. Ende 1986 flogen die beiden Aeritalia-Testpiloten Ed Nappi und Napoleone Bragagnolo zum ersten Mal mit dem EAP.
Im Mai 1987 reichte ein Konsortium aus GEC, Aeritalia, Inisel und MBB ein Angebot für das Fly-by-Wire-System des EFA ein, wobei MBB die Führung übernahm. Die grundlegenden Dinge dafür wurden mit dem EAP getestet: Durch Software-Updates wurde der maximale Anstellwinkel und die Instabilität des EAP immer weiter erhöht. Für die Testkampagne ab Mai, die selbstredend voll von der Industrie finanziert wurde, wurde die Instabilität von 12 % MAC auf 15 % MAC angehoben, und der maximale Anstellwinkeln auf 25° gesetzt. Großbritannien, Deutschland, Italien und Spanien hatten sich inzwischen darauf geeinigt, dass das EAP ein offizieller Teil des EFA-Entwicklungsprogrammes werden sollte. Im Februar 1988 stieg mit Peter Weger, Testpilot von MBB, zum ersten Mal ein Deutscher Pilot ins Cockpit des EAP. Die Finanzierung blieb weiter schwierig, aber BAe strebte an, von den anderen EFA-Partnerländern entschädigt zu werden, wenn das EFA grünes Licht bekommen sollte. Am 26. März wurden 100 Flugstunden und 140 Flüge mit dem EAP absolviert. 12 Piloten flogen die Maschine bereits, wobei Geschwindigkeiten bis Mach 1,7 geflogen wurden. Nun wurden Drucksonden auf Rumpf, Seitenleitwerk und Backbordflügel angebracht, um Daten für das EFA zu sammeln. Insgesamt waren Tests für die nächsten zweieinhalb Jahre geplant.

### Nachlese

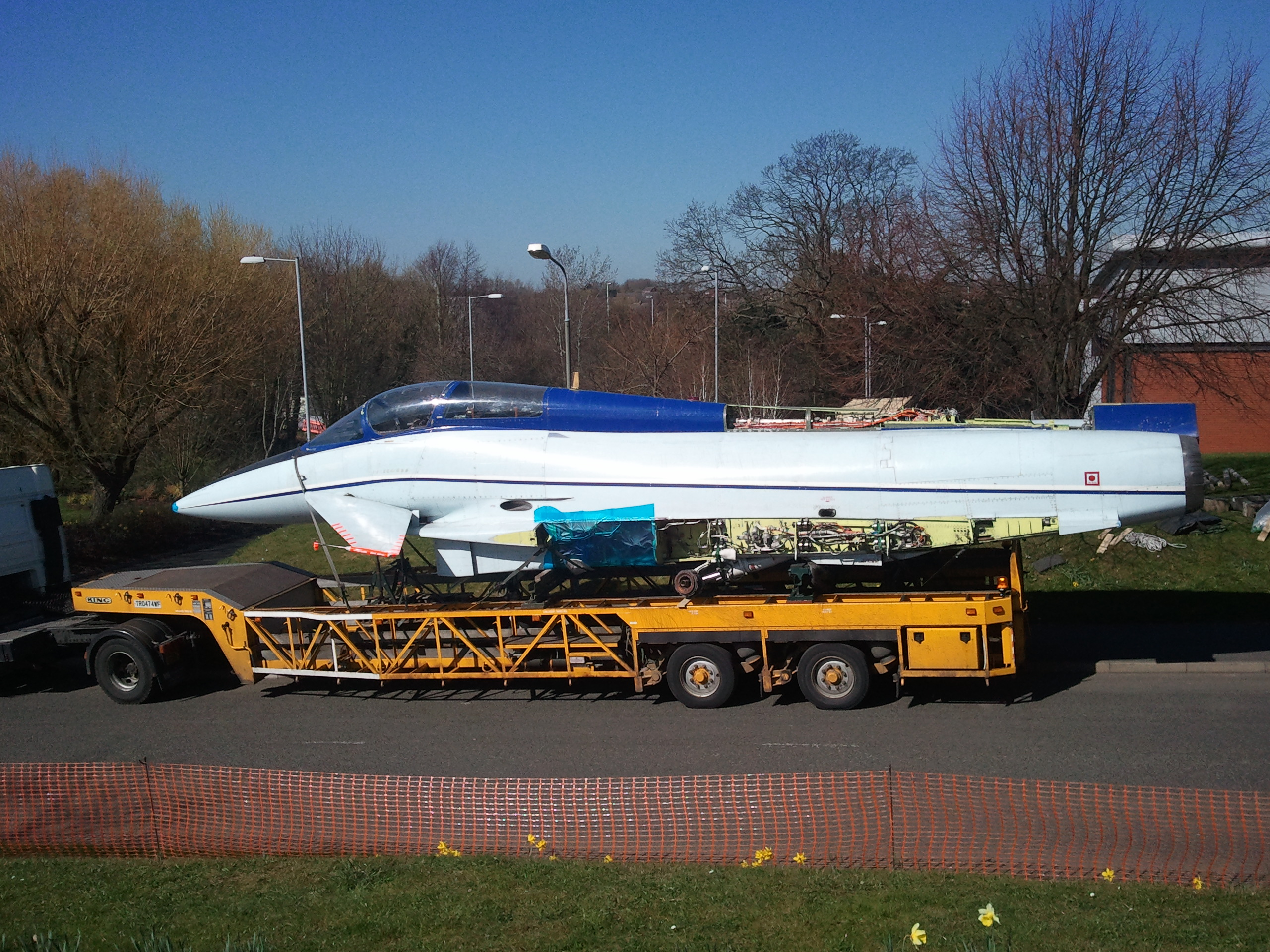
EAP-Rumpf bei der Überführung ins RAF-Museum Cosford

Als das EAP am 1. Mai 1991 seinen letzten Flug absolvierte, waren insgesamt 259 Flüge mit über 195 Stunden erflogen worden. Dabei wurden Geschwindigkeiten bis Mach 2, und Anstellwinkel bis 33° erreicht. Das EAP wurde dann am 27. Juni 1996 zum Loughborough University’s Department of Aeronautical and Automotive Engineering and Transport Studies transportiert, als Langzeitleihgabe. Am 26. März 2012 wurde das EAP auf Anfrage der RAF ins Royal Air Force Museum Cosford überführt. Die Universität erhielt im Gegenzug einen BAE Hawk 200. Ende 1995 setzte die Presse Gerüchte in die Welt, wonach ein EAP Mk 2 für das Future Offensive Air System geplant sei. Details dazu siehe ebenda.
Der Eurofighter, der aus dem EAP hervorging, besitzt zum EAP ein paar signifikante Unterschiede: Der Knickdelta wurde durch einen Delta mit konstanter 53°-Pfeilung ersetzt, was die Flügelfläche um 1,66 m² verkleinerte und die Spannweite von 11,77 m auf 10,5 m verkürzte. Die Streckung wurde so von 2,4 auf 2,2 reduziert, was den Manöver- und Geradeausflugwiderstand im Überschall senkte. Die Fläche der Vorflügel wurde ebenfalls von 3,81 m² auf 2,4 m² verkleinert.
Die Möglichkeit des Override wurde beibehalten und ermöglicht dem Eurofighter bis zu +12g zu erreichen. Die operationelle Flugenveloppe hängt deshalb maßgeblich vom Anti-g-Anzug des Piloten ab. Durch die Messdaten der Strukturbelastung am EAP konnten die Lasten für das EFA wesentlich besser abgeschätzt werden, weswegen man sich entschloss, den Sicherheitsfaktor von 1,5 auf 1,4 zu reduzieren, um Gewicht zu sparen. Gleichzeitig wurde der Eurofighter auf nur 90 % seiner Bemessungslasten dimensioniert, um eine Überkonstruktion durch zu konservative Lastannahmen zu vermeiden. Der ungewöhnliche Schritt war von Erfolg gekrönt, nur bei den Vorderkantenklappen traten Unsicherheiten auf: Durch die Verzögerung bei Ausfahren und Abklappen bei schnellen Pitch-Up-Manövern im transsonischen Bereich waren die Lasten nur schwer abschätzbar. Einerseits muss die Vorderkantenklappe dem Staudruck des Fluges standhalten, andererseits bildet sich beim Manövrieren am physikalischen Maximum ein 80-prozentiges Vakuum auf der Vorderkantenklappe aus. Das Ergebnis reizte den Toleranzbereich haarscharf aus, sodass eine Neubewertung der Bemessungslasten der Vorderkantenklappe nötig war.

## Technik

### Aerodynamik
Beim Konzept des EAP/EFA wurde davon ausgegangen, dass die Luftkämpfe der Zukunft außerhalb der Sichtweite des Piloten mit Fire-and-Forget-Flugkörpern beginnen könnten. In diesem Fall muss der Verteidiger aus dem Luftüberwachungseinsatz heraus schnell beschleunigen um seinen Luft-Luft-Raketen maximale Energie und Reichweite zu geben, und nach dem Abschuss hart wenden, ohne Energie zu verlieren, um die gegnerischen Lenkflugkörper am Ende ihrer Bahn zu harten Kurswechseln zu zwingen, um diese abzuschütteln. Im Verlauf des Gefechtes würde die Kampfentfernung schnell auf Sichtweite schrumpfen, wo Kurzstreckenraketen eingesetzt würden. Während früher infrarotgelenkte Kurzstreckenwaffen nur auf das Heck des Gegners aufschalten konnten, und entsprechend hohe kurzzeitige Wenderaten gefordert waren, um als erster in das Heck des Opponenten zu gelangen, können moderne infrarotgelenkte Kurzstreckenwaffen den Gegner von jeder Position aus ansteuern. Nun ist die dauerhafte Wenderate entscheidend, da jeder jeden stets beschießen wird, sobald er in Reichweite ist. Während im Fernkampf hohe Beschleunigung und Überschall-Manövrierfähigkeit gefordert ist, erfordert der Nahkampf maximalen Auftrieb und ein hohes Schub-Gewicht-Verhältnis, um Energieverluste schnell zu kompensieren.
Der Auslegungsschwerpunkt des EAP lag auf den maximalen und dauerhaften Wenderaten, sowie einem hohen spezifischen Leistungsüberschuss, also der Fähigkeit Geschwindigkeit und Höhe zu gewinnen. Wie jedes Flugzeug ist auch das EAP ein Kompromiss zwischen Überschall- und Unterschallanforderungen. Der Doppeldelta mit 57° innerer Pfeilung, dünnem Profil und großer Profilsehne reduziert den Widerstand im Überschall beim Geradeausflug und Wenden. Die moderate Außenpfeilung von 45° reduziert den induzierten Widerstand beim dauerhaften Wenden im Unterschall, während die stärker gepfeilte innere Sektion durch Tütenwirbel bei hohem Anstellwinkel den Auftrieb verbessert. Um eine hohe dauerhafte Wenderate und kurze Landestrecken zu erzielen, beträgt die Flügelfläche 52 m² und die Spannweite 11,7 m, wobei Gewicht und Überschallwiderstand laut BAe relativ gering sein sollen. Die Wölbung des Profils wurde dynamisch durch den Flugkontrollrechner über die Vorder- und Hinterkantenklappen geändert, um im Unterschall das beste Auftrieb-zu-Luftwiderstand-Verhältnis zu erzielen, während der Rechner im Überschall den Wellenwiderstand zu minimieren versucht. Nickkontrolle wurde durch Canards und (rechneroptimierte) Hinterkantenklappen gewährleistet, Rollkontrolle durch Flaperons, wobei bei hohen Geschwindigkeiten nur die inneren arbeiteten.
Da ein stabiles Fluggerät einen vorderen Schwerpunkt und eine hohe Canard-Flächenbelastung mit inakzeptablem Luftwiderstand beim Manövrieren hätte, wurde die Konfiguration aerodynamisch instabil mit Heckschwerpunkt ausgelegt. Im Überschall, wenn der Druckpunkt auf beiden aerodynamischen Flächen nach hinten wandert und das EAP stabil wird, kann der lange Hebelarm des Canards für eine effizientere Trimmung sorgen. Durch den Verzicht auf Pendelhöhenruder konnte auch der Heckwiderstand reduziert werden, der im Überschall etwa 40 % des Gesamtwiderstandes ausmacht. Das EAP wurde gemäß der Flächenregel im Überschall designt.
Das Seitenleitwerk wurde vom Panavia Tornado übernommen; aus kosmetischen Gründen wurde eine geschwungene Spitze angebaut. Um den Luftwiderstand zu reduzieren, wurden neben Kuchemann-Flügelspitzen rumpfmontierte LFKs als Außenlast mitgeführt. Die Startpylone an den Flügelenden wurden von BAe bevorzugt. Gegenüber Startpylonen an den Flügelspitzen spielt es aerodynamisch keine Rolle, ob die Rakete auf der Schiene sitzt oder nicht. Der Unterrumpfeinlauf wurde für hohe Anstellwinkel optimiert und stellte für BAe ein Novum dar. Er sollte saubere, unverwirbelte Luft auch bei hohen Anstellwinkeln zu den Triebwerken befördern. Die heruntergedrehten Unterlippen verbessern dabei die Luftzufuhr bei hohen Anstellwinkeln und geringer Geschwindigkeit, während die perforierte Fläche auf der Oberseite der Grenzschichtabsaugung dient. Bei hoher Geschwindigkeit dreht sich die Unterlippe nach oben, um den Überlaufwiderstand zu reduzieren. Auf die Radarsignatur des Einlaufes wurde keine Rücksicht genommen.

### Flugkontrollrechner
Die Flugkontrollrechner des EAP wurden von GEC Avionics zugeliefert. Obwohl die Verantwortung für das Fly-by-wire-System (FBW) bei MBB lag, wird in der britischen Presse gerne auf den BAe Jaguar verwiesen, der von British Aerospace zu Testzwecken mit einem FBW-System ausgerüstet wurde. Obwohl bereits vorher Kampfflugzeuge wie die F-16 oder Mirage 2000 instabil ausgelegt wurden, war der BAe Jaguar das erste Flugzeug, das mit einem digitalen Fly-by-Wire-System ausgerüstet wurde. Die Instabilität des Fluggerätes wurde in Testflügen sukzessive gesteigert, bis schließlich 10 % der Mittleren Aerodynamischen Flügeltiefe (MAC) erreicht wurden – weit mehr als bei F-16 oder Mirage 2000. Der Output der vier FCC wurde durch zwei weitere Rechner geleitet, welche die Ergebnisse der vier summierten, um so ein pseudo-sechsfach FCS zu bilden. Das F-104CCV von MBB war mit 20 % MAC extrem instabil, behielt aber die mechanische Steuerung des Starfighters als Rückversicherung.
Wie beim Jaguar bestand zwischen Steuerknüppel und Steuerflächen des EAP kein mechanischer Kontakt. Verglichen mit den FBW-Rechnern des EFA war das System des EAP relativ primitiv; so konnte beim EFA die doppelte Rechenleistung in der Hälfte des Bauvolumens untergebracht werden. Gegenüber dem Jaguar wurden die zwei Summierrechner weggelassen, und stattdessen mehr Wert auf eine verbesserte Fehlerisolation und -entdeckung gelegt, das Rechentempo verdreifacht und BITE integriert. Das digitale Quadruplex Fly-by-Wire-System garantierte einen Kontrollverlust mit einer Wahrscheinlichkeit von maximal 1:10.000.000. Das System arbeitete durch summieren und mitteln der Ausgabewerte, wodurch Fehler von bis zu zwei Lanes beherrscht werden konnten. Versagt auch eine dritte Lane, muss innerhalb von Millisekunden eine defekte Lane als solche erkannt werden. Durch die Erfahrungen waren die Softwarefehler beim Erstflug des EAP um eine Größenordnung geringer als beim FBW-Jaguar, obwohl mit 13 wesentlich mehr Steuerflächen beherrscht werden mussten. Im Mai 1987 erfolgte das Software-Update, das alle Probleme behob. Gleichzeitig wurde die Instabilität von 12 % MAC auf 15 % MAC erhöht, und der maximale Anstellwinkel auf 25° gesteigert. Maximal konnte der Rechnerverbund Anstellwinkel von bis zu 30° beherrschen.
Während beim Fly-by-Wire-Jaguar die Zeit bis zur Amplitudenverdopplung etwa 0,25s betrug, war das EAP mit 0,18s wesentlich schwieriger zu kontrollieren. Neben den linearen Gleichungssystemen, welche zur Steuerung des Fluggerätes nötig waren, mussten auch nicht-lineare Charakteristika berücksichtigt werden. Mittels Wurzelortskurven und Frequenzganganalysen wurde ein vom FBW-Jaguar bekannter Weg gewählt. Die Trimverteilung, der Ausgleich von Steuerkräften und die Variation der Stabilität blieben weiterhin nicht-linear, wurden aber durch Verstärker, Filter, Integratoren, Schalter usw. geschickt und zusammen mit den anderen in eine einfache, ausführbare Datei gepackt. Der so entstandene Quellcode wurde für Simulation und Analyse benutzt. Damit wurde ein weiterer Schritt weg vom FBW-Jaguar getan, wo die Kontrollgesetze als Teil der Hardware betrachtet wurden. Durch die hohe aerodynamische Instabilität wäre das EAP nur schlecht steuerbar gewesen, da der Regelkreis stark auf die Stabilität der Fluglage achten würde, was die Eingabekommandos schwächen würde. Als Lösung wurden Regelkreis und Kommandopfad getrennt. Der Kommandopfad wird mit Vorsteuerung und digitalen Filtern beaufschlagt, bevor das Signal auf die Dynamikberechnungen losgelassen wird. Diese Idee ermöglichte es, das Handling des Flugzeuges präzise an den Charakteristiken des Fluggerätes auszurichten, während die Stabilitätsschleife unabhängig davon arbeitet. Dadurch konnte Pilot Induced Oscillation (“Pilot” in diesem Fall der Flugkontrollrechner) praktisch eliminiert werden. Zwar wurden Anstellwinkel von bis zu 34° und Geschwindigkeiten bis zu 100 Knoten ohne Strömungsabriss demonstriert, allerdings wurde die Nickkontrolle bei unter 200 Knoten als (O-Ton) „zackig“ empfunden. Periodisches Nicken mit dem Steuerknüppel führte hier zur Überschreitung des Anstellwinkel-Limits.
Da sich die Partnerländer einigten, das EAP zu einem Entwicklungsprogramm für Eurofighter zu machen, wurden weitere Versuche mit dem FBW-System nötig. Während das EAP Bit-Slice ICs verwendete, wurden für das EFA Motorola-68020-Mikroprozessoren eingeplant, da die doppelte Rechenleistung für zukünftige Erhöhungen der Manövrierfähigkeit zur Verfügung stehen sollte. Die Flugkontrollrechner (FCC) des EFA sollten die Bewegungs- und Luftdaten über Datenbusse an andere Subsysteme senden können. Ferner wurde angedacht, dass die FCCs des Eurofighters nicht nur Daten, sondern auch Energie zur elektrischen Rudersteuerung bereitstellen sollten. Der Pilot kommandierte beim FBW-Jaguar Nickrate und Anstellwinkel mit dem Steuerknüppel. Bei EAP und EFA wurden drei parallele Systeme zur Nickkontrolle, Anstellwinkelkontrolle und g-Kontrolle über Steuerknüppeleingaben verwendet, deren Steuerbefehle miteinander verschränkt wurden. Prinzipiell wird bei kleinen Knüppelbewegungen (praktisch Geradeausflug) nach Nickrate gesteuert, mit zunehmendem Ausschlag wird nach Anstellwinkel(limit) und g-Last kommandiert. Mit dem EAP wurde auch ein amplitudenabhängiger Kommandoeingabenfilter erprobt, um mit der Bordwaffe präziser Zielen zu können. Das EAP besaß wie der Eurofighter die Möglichkeit zum Override, um das standardmäßig vorgegebene g-Limit zu überschreiten. Dabei handelt es sich nicht um eine mystische Fähigkeit, sondern der Steuerknüppel von EAP/EFA muss lediglich über eine Force-Feedback-Grenze nach hinten gezogen werden. Das EAP demonstrierte auch Carefree Handling, d. h. die strukturellen und aerodynamischen Grenzen des Fluggerätes wurden vom Piloten niemals überschritten.

### Werkstoffe
Eine der kritischsten Entscheidungen für das EAP war die Wahl der Werkstoffe. Luftfeuchtigkeit und hohe Temperaturen durch Reibungswärme während des dauerhaften Überschallfluges schränken die Möglichkeiten ein. Das Problem der Staupunkttemperatur wurde durch Tragflächenvorderkanten aus einer Aluminiumlegierung gelöst. Die restliche Rumpfoberfläche wäre bei Mach 2,4 auf 35.000 Fuß aber einer Recoverytemperatur von 136 °C ausgesetzt, wenn Mach 1,2 im Tiefflug möglich wären, und das Flugzeug stets an der Grenze von Schub zu Luftwiderstand fliegen würde. Indem der rechte untere Bereich der Flugenveloppe etwas nach oben verschoben wurde (ca. Mach 2,32 bei 36.000 Fuß), konnte die Recoverytemperatur auf 120 °C gedrückt werden, was die Druckfestigkeit des kohlenfaserverstärkten Kunststoffes um 11 % erhöht. Am Boden nehmen CFK-Werkstoffe Luftfeuchtigkeit auf, was zu einer marginalen Gewichtszunahme (1 %) führt, aber Druckfestigkeit um 30 %, und Zugfestigkeit um 5 % reduziert. Während des Überschallfluges verdampft das Wasser aus dem Werkstoff. Da Kampfflugzeuge die meiste Zeit des Jahres aber nur am Boden stehen, kommt es langfristig nicht zu einer Feuchtigkeitsabnahme. Knackpunkt war die Matrix, welche mindestens 120 °C möglichst gut vertragen sollte. Bismaleimide sind zwar bis 220 °C zu gebrauchen (z. B. Düsenregionen des Harrier), aber spröde und schwer zu verarbeiten. Letztlich entschied man sich für PEEK mit einer Glasübergangstemperatur von über 140 °C für das EAP. Einzelne CFK-Elemente wurden mit SEPECAT Jaguars und Tornados testgeflogen.
Das EAP war das erste Flugzeug der Welt, dass einen geklebten Flügel verwendete. Die Einzelteile, also Spanten und Ober- und Unterschale werden aus kleineren Teilen zusammengeklebt. Unterschale und Spanten werden dann an den Kontaktstellen mit Klebstoff benetzt, ein nicht-adhäsives Mittel zwischen Oberschale und Spanten aufgetragen und das Gesamtkunstwerk zusammengefügt eingespannt. So kann der Klebstoff in der Tragfläche aushärten. Nach der gelungenen Operation ist die Oberschale abnehmbar und passt maßgenau auf die restliche Tragfläche. Da die Tragflächen gleichzeitig auch Tanks sind, kann so eine Inspizierbarkeit gewährleistet werden. Die Befestigung der Oberschale erfolgte durch Nieten. BAe war damit nach eigener Aussage weltweit führend. Die Auslegung des Tragflügels erfolgte mittels Aeroelastig Tailoring, welche die optimale Verdrehung für geringsten Luftwiderstand gewährleisten sollte. Dazu wurden bis zu 200 Lagen Laminat übereinandergelegt. Es war das erste Mal, dass ein europäisches Flugzeug durch Änderung in der Dicke und Legerichtung der Fasermatten aeroelastisch ausgelegt wurde. Der linke Flügel wurde durch Aeritalia, der rechte durch BAe gefertigt.
Bei metallischen Werkstoffen für den dauerhaften Überschallflug liegt die Herausforderung bei der Korrosion. Laut British Aerospace konnte hier direkt auf die Erfahrungen mit der Concorde zurückgegriffen werden. Während bei früheren Überschallmaschinen wie der BAC TSR.2 auch Aluminium-Lithium-Legierungen eingesetzt wurden, bestachen sie dort eher durch ihre extrem kurze kritische Risslänge. Die neue Legierung Type A, vom Royal Aircraft Establishment in Farnborough entwickelt, sollte hohe Festigkeit mit geringer Dichte vereinen, und wurde beim EAP verbaut. Eine hochfestere Legierung Type B sollte beim EFA für die Flügelholme verwendet werden, hatte aber Entwicklungsprobleme. Die Legierung Type A ist um etwa 10 % leichter als gleichwertige, vorhergehende Aluminium-Lithium-Legierungen. Da das Material damals nur in geringen Mengen produziert wurde, wurden nur Vorder- und Hinterkanten und manche Paneele daraus gefertigt. Laut dem Programmmanager John Vincent sollte nur die Einsatztauglichkeit der Legierung gezeigt werden.
Magnesiumlegierungen sollten wegen ihrer Korrosionsanfälligkeit nur in gut zugänglichen Bereichen wie Cockpiteinfassungen und -bögen eingesetzt werden. Neue Titanlegierungen wurden nicht entwickelt, man konzentrierte sich stattdessen auf Kostensenkungen durch neue Fertigungsmethoden wie superplastische Umformung und Diffusionskleben (Kaltschweißen). British Aerospace nahm die Legierung TI6A14V als Arbeitsmaterial. Ergebnis der Forschungs- und Entwicklungsarbeiten war der Bau des Entenflügels des P.110-Konzeptes. Die Titanvariante mit Lagerzapfen, dünner Ober- und Unterseitenfläche und Zickzack-Innenstruktur aus Titanblech war nur unwesentlich schwerer als eine CFK-Variante mit Titanzapfen (5 %), aber deutlich billiger (30 %). Ursprünglich sollte der mittlere und hintere Rumpfteil des EAP aus CFK und superplastisch verformten, diffusionsgeschweißtem Titan (SPF/DB) bestehen, und von MBB gefertigt werden. Der Rückzug von MBB zwang BAe aber dazu, hier auf die bewährte Alu-Bauweise zurückzugreifen. SPF/DB-Titan wurde auch für das Brandschott zwischen den Triebwerken verwendet. Letztlich wurden die Canards des EAP aber aus CFK gefertigt.
Obwohl Stahl für Überschallflugzeuge ein beliebter Werkstoff ist, BAe nennt hier die XB-70, war er aufgrund der hohen Dichte und Fabrikationskosten für das EAP und EFA keine Option. Metallmatrix-Verbundwerkstoffe wie SiC-Flocken in Aluminiumlegierungen wurden als Zukunftsoption gesehen, ebenso SiC-Fasern in diffusionsgeklebtem TI6A14V.

### Cockpit und Avionik
Das EAP besaß eine voll integrierte Avionik, bei der einzelne Subsysteme über Datenbusse miteinander verbunden waren. Das Flugsteuerungssystem, die Avionik, Displays, und das Netzwerk des Utilities Management System (UMS) waren darin integriert. Das Cockpit wurde von einem lichtbrechenden Weitwinkel-Head-up-Display, drei farbige Multifunktionsdisplays und HOTAS dominiert. Die Position des mittigen Steuerknüppels wurde gewählt, um den Raum des rechten Sidepanels zu gewinnen, und weil Gefechtsschäden den rechten Arm des Piloten behindern könnten. Ein Schalter auf dem mittigen Steuerknüppel diente zum Zurücksetzen der Displays auf Werkseinstellung (Triebwerksstatus/Primärflugdislay/Warnungen). Von GEC Avionics stammte das Weitwinkel-HUD, welches aus dem F-16 LANTIRN-Programm entnommen wurde, und ein Sichtfeld von 18° vertikal und 30° horizontal gewährleistete. Die drei Mehrzweck-CRT-Displays wurden von Smiths Industries verbaut, welche 14 verschiedene Darstellungen beherrschten. Mit je 21 fixen Tasten, um die Bildschirme herum angebracht, konnte der Pilot die Einstellungen und Anzeigen ändern. Die zwei Wellenformgeneratoren für die Displays wurden von VDO zugeliefert, wobei jeder Wellenformgenerator aus Redundanzgründen vier Prozessoren besaß. Das linke Panel diente der Navigation und Kommunikation und besaß u. a. ein Ziffernblock. Die Displays flogen vorher zum Test auf der BAe One-Eleven. Der Pilot saß auf einem Martin-Baker Mk 10LX Zero-Zero-Schleudersitz, der um 25° nach hinten geneigt wurde.
Vier Aircraft Motion Sensor Units (AMSU), vier Actuator Drive Units (ADU) kontrollierten und steuerten das Flugzeug. Canard, Lufteinlauf und Vorderkantenklappen wurden zwar vom Flugkontrollrechner (FCC) angesteuert, Flaperons und Ruder wurden aber von den heckmontierten ADUs gesteuert, welche über Datenbusse mit dem FCC verbunden waren. Die AMSU stellten Nick, Roll und Gierraten fest, und sendeten die Daten über Busse an die Avionik und Triebwerke. Die Actuator Drive Units wurden vom Bodenseewerk zugeliefert, und Litef war für die Aircraft Motion Sensor Units zuständig. Alle Systeme waren über doppelt redundante MIL-STD-1553B Datenbusse vernetzt. Zusätzlich waren das Trägheitsnavigationssystem FIN1070 von Ferranti, das Audio Management System RA80 von Racal, und das TACAN AD2780 von GEC Avionics eingebaut.

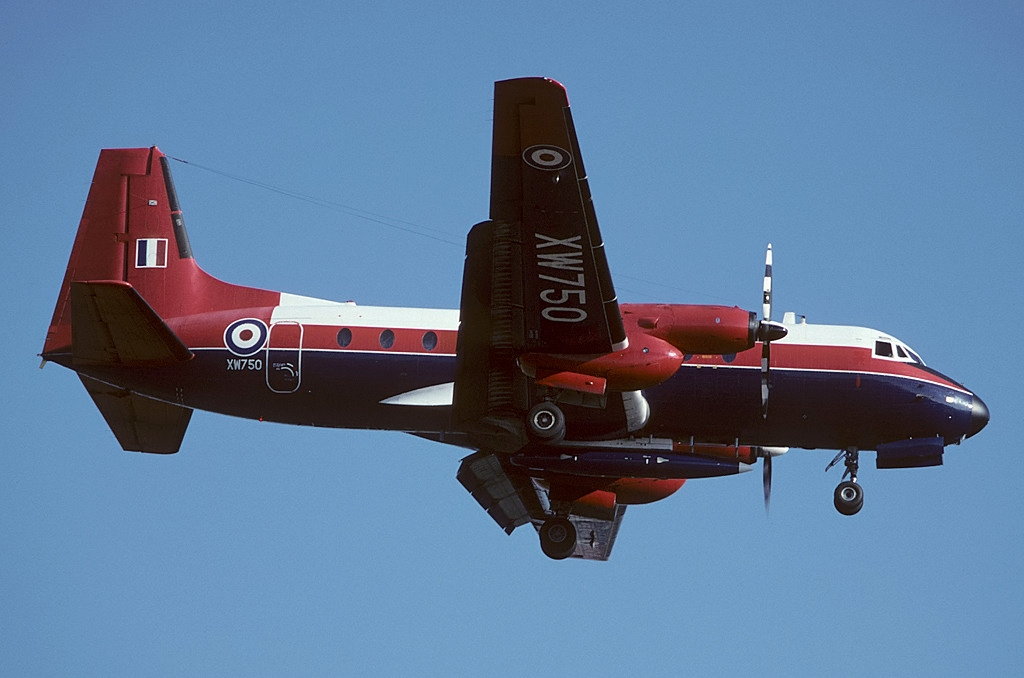
RAE HS.748

Das Utilities Services Management System (USMS) wurde von Smiths Industries acht Jahre lang entwickelt und überwachte als eine Art Hausmeistersystem etwa 30 Subsysteme wie Kraftstoff, Einlauf-Enteisung, Fahrwerk, Steuerhydraulik und Sensoren. Das UMS konnte 500 bis 600 verschiedene Input/Output-Signale verarbeiten. Das System besaß vier Prozessorkarten als LRU, zwei vorne in der Avionikbucht, zwei im Hinterrumpf. Über einen doppelt redundanten MIL-STD-1553B Datenbus waren diese mit etwa 100 Aktuatoren verbunden. Lageänderung, Flughöhe, Temperatur und Druck werden ebenfalls aufgezeichnet. Die Karten und Module des Systems waren standardisiert; vom Aufbau her entsprach das System dem Pave Pillar-Konzept der USAF. Während alle Bestandteile des UMS über den Datenbus verbunden waren, waren die vier Prozessoren über einen weiteren MIL-STD-1553B Datenbus kollektiv an die Avionik angeschlossen. Das System wurde am Boden durch einen Computer unterstützt, der an das System angeschlossen werden konnte, zum Auslesen und Ändern von Daten, welche in einer weiteren, externen Datenbank abgelegt werden konnten. Die Funktionsüberwachung einzelner Systeme konnte so zusammengefasst werden, was praktisch ist und Gewicht spart. Traten Probleme auf, konnte das System diese auf jedem der drei Displays anzeigen, oder per Sprachausgabe darauf hinweisen. Letztere war jedoch noch auf ein paar Worte beschränkt. Durch die Softkeys konnte der Pilot den Status des Systems näher ansehen. Das UMS flog 1984 in der HS.748 des Royal Aircraft Establishment zur Probe.

### Triebwerke
Als Triebwerke wurden zwei RB.199 Mk 104 von Tornado ADV übernommen. Später sollten noch Experimentaltriebwerke vom Typ XG-20 verwendet werden, wozu es aber nicht kam. Die Triebwerke erreichten etwa 75 kN Nachbrenner- und 40 kN Trockenschub. Gegenüber dem ADV-Triebwerk wurde das Flammrohr verlängert und ein FADEC von Lucas Industries eingebaut, und die Schubumkehr entfernt. Die Arbeitsanteile am modifizierten Triebwerk entfielen zu 17 % auf Aeritalia, 7 % auf MTU und zu 76 % auf britische Firmen.

## Testprogramm
Das Hauptziel der Testflüge war es, den Flug mit hohen Anstellwinkeln bei niedrigen Geschwindigkeiten zu erproben, die transsonische Beschleunigung und den Überschallflug zu testen, die Low-level-Flugqualität zu beurteilen (Aufgrund der geringen Tragflächenbelastung), die Fähigkeit zu Kurzstart und -landung (STOL) zu demonstrieren, die Effektivität des Lufteinlaufes zu demonstrieren, sowie die widerstandsarme Mitführung von Außenlasten zu zeigen. Praktisch alle Testflüge wurden deshalb mit externen Übungswaffen geflogen, ebenso der Erstflug. Es wurden dabei 2 ASRAAM und 4 Skyflash mitgeführt.
In der Testpause zwischen 1986 und 1987 wurde die Instabilität von 12 % MAC auf 15 % MAC erhöht, und die Flügel verstärkt, da sich diese zu stark verbogen. Zusätzlich wurden höhere Anstellwinkel freigegeben. 1988 wurde ein Lastmesssystem installiert, das aus 400 Druckmesssonden bestand. Damit sollte sichergestellt werden, dass das EFA nicht überdimensioniert würde. Die ausklappbare Tabelle listet alle Flüge aus dem Flugbuch auf. Pilot war in der Regel Peter Orme (BAe) mit 132 Flügen, gefolgt von Chris Yeo (BAe) mit 57 Flügen, Peter Gordon-Johnson (BAe) mit 24 Flügen, Don Thomas (BAe) mit 21, Keith Hartley (BAe) mit 6, David Eagles (BAe) mit 4, Peter Wegner (MBB) und Derek Reeh (BAe) mit 3, Ettore Nappi (AIT), Napoleone Bragagnolo (AIT), Colin Cruikshanks (RAF) und Murco Zuliani (AM) mit 2, und Bernie Scott (RAF) mit einem Flug.
| Testflug                                                                             | Datum           | Details                                                                   |
| ------------------------------------------------------------------------------------ | --------------- | ------------------------------------------------------------------------- |
| #1                                                                                   | 8. August 1986  | Testflug mit Tornado und Hunter Begleiter                                 |
| #2                                                                                   | 10. August      | Handling                                                                  |
| #3                                                                                   | 10. August      | Handling                                                                  |
| #4                                                                                   | 12. August      | Handling und ingenieurwissenschaftliche Untersuchungen                    |
| #5                                                                                   | 12. August      | Handling und ingenieurwissenschaftliche Untersuchungen                    |
| #6                                                                                   | 12. August      | Handling und ingenieurwissenschaftliche Untersuchungen                    |
| #7                                                                                   | 14. August      | Handling und Demonstrationsmanöver                                        |
| #8                                                                                   | 14. August      | Handling und Demonstrationsmanöver                                        |
| #9                                                                                   | 14. August      | Überschall-Handling                                                       |
| #10                                                                                  | 19. August      | Triebwerkstestflug und -übungen                                           |
| #11                                                                                  | 19. August      | Handling und Demonstrationsmanöver                                        |
| #12                                                                                  | 19. August      | Handling und Demonstrationsmanöver                                        |
| #13                                                                                  | 20. August      | Handling und Demonstrationsmanöver                                        |
| #14                                                                                  | 20. August      | Handling und Demonstrationsmanöver                                        |
| #15                                                                                  | 20. August      | Demonstration und Übung                                                   |
| #16                                                                                  | 21. August      | Handling                                                                  |
| #17                                                                                  | 22. August      | Fotoübung mit Jetstream                                                   |
| #18                                                                                  | 24. August      | Demonstration und Übung mit geringer Geschwindigkeit                      |
| #19                                                                                  | 24. August      | Schnelle Steigflüge                                                       |
| #20                                                                                  | 25. August      | Demoflug in schlechtem Wetter                                             |
| #21                                                                                  | 26. August      | Überführung nach Farnborough                                              |
| #22                                                                                  | 27. August      | Demonstration und Übung                                                   |
| #23                                                                                  | 27. August      | Demonstration und Übung                                                   |
| #24                                                                                  | 28. August      | Demonstration und Übung                                                   |
| #25                                                                                  | 28. August      | Demonstration und Übung                                                   |
| #26                                                                                  | 29. August      | Demonstration und Übung                                                   |
| #27                                                                                  | 29. August      | Demonstration und Übung                                                   |
| #28                                                                                  | 31. August 1986 | Flug auf der Farnborough Air Show                                         |
| #29                                                                                  | 1. September    | Flug auf der Farnborough Air Show                                         |
| #30                                                                                  | 2. September    | Flug auf der Farnborough Air Show                                         |
| #31                                                                                  | 3. September    | Flug auf der Farnborough Air Show                                         |
| #32                                                                                  | 4. September    | Flug auf der Farnborough Air Show                                         |
| #33                                                                                  | 5. September    | Flug auf der Farnborough Air Show                                         |
| #34                                                                                  | 6. September    | Flug auf der Farnborough Air Show                                         |
| #35                                                                                  | 7. September    | Flug auf der Farnborough Air Show                                         |
| #36                                                                                  | 8. September    | Rückflug nach Warton via Hamble, Filton, usw.                             |
| #37                                                                                  | 10. September   | N/A                                                                       |
| #38                                                                                  | 11. September   | N/A                                                                       |
| Kleinere Inspektion nach 21,5 Flugstunden                                            |                 |                                                                           |
| #39                                                                                  | 22. Oktober     | Testflug, Emergency Power Unit (EPU) Testzündung und Handhabung           |
| #40                                                                                  | 24. Oktober     | EPU-Testzündung und Handhabung                                            |
| #41                                                                                  | 29. Oktober     | EPU-Testzündung beim Flugtest                                             |
| #42                                                                                  | 30. Oktober     | Handling                                                                  |
| #43                                                                                  | 31. Oktober     | Horizontalflug und Flyby                                                  |
| #44                                                                                  | 5. November     | Formations- und Tiefflüge, schnelles Rollen                               |
| #45                                                                                  | 15. November    | Einführungsflug neuer Pilot (Nappi)                                       |
| #46                                                                                  | 17. November    | Einführungsflug neuer Pilot (Nappi)                                       |
| #47                                                                                  | 18. November    | EPU-Testzündung, Wiederzündung der Triebwerke                             |
| #48                                                                                  | 19. November    | Triebwerkshandling und Flattertests                                       |
| #49                                                                                  | 20. November    | Einführungsflug neuer Pilot (Bragagnolo)                                  |
| #50                                                                                  | 20. November    | Handling                                                                  |
| #51                                                                                  | 21. November    | Leistungstest Horizontalflug und Rollen                                   |
| #52                                                                                  | 21. November    | Luft-Luft-Verfolgung, Steigflüge und Kurven                               |
| Vorbereitung auf High-Alpha-Tests nach über 37 Flugstunden, anbei eines Bremsschirms |                 |                                                                           |
| #53                                                                                  | 1. Mai 1987     | Kalibrierung der Luftdatensensoren (ADD), Bremsschirmabwurf auf Flugplatz |
| #54                                                                                  | 4. Mai          | Kalibrierung ADD, Triebwerkstest und Bremsschirmabziehen                  |
| #55                                                                                  | 6. Mai          | Kalibrierung ADD, Bremsschirmabwurf                                       |
| #56                                                                                  | 7. Mai          | Erster High-Alpha-Test, ADD Kalibrierung, Schirmabwurftest                |
| #57                                                                                  | 8. Mai          | High-Alpha-Test                                                           |
| #58                                                                                  | 8. Mai          | High-Alpha-Test und Rollen                                                |
| #59                                                                                  | 9. Mai          | Flugvorführung wgn. Familientag in Warton                                 |
| #60                                                                                  | 9. Mai          | High-Alpha-Test u. Flugvorführung wgn. Familientag                        |
| #61                                                                                  | 10. Mai         | High-Alpha-Test                                                           |
| #62                                                                                  | 13. Mai         | High-Alpha-Test                                                           |
| #63                                                                                  | 13. Mai         | High-Alpha-Test                                                           |
| #64                                                                                  | 13. Mai         | High-Alpha-Test                                                           |
| #65                                                                                  | 13. Mai         | High-Alpha-Test                                                           |
| #66                                                                                  | 16. Mai         | High-Alpha-Test                                                           |
| #67                                                                                  | 18. Mai         | High-Alpha-Test                                                           |
| #68                                                                                  | 18. Mai         | Allgemeines Handling                                                      |
| #69                                                                                  | 19. Mai         | High-Alpha-Test mit Schubhebel Leerlauf -> Maximal                        |
| #70                                                                                  | 20. Mai         | Carefree Maneuvering u. Schubhebel Leerlauf -> Maximal                    |
| #71                                                                                  | 20. Mai         | Carefree Maneuvering u. Schubhebel Leerlauf -> Maximal                    |
| #72                                                                                  | 21. Mai         | Carefree Maneuvering u. Schubhebel Leerlauf -> Maximal                    |
| #73                                                                                  | 28. Mai         | Flug ohne Begrenzer                                                       |
| #74                                                                                  | 29. Mai         | High-Alpha-Handling                                                       |
| #75                                                                                  | 29. Mai         | High-Alpha-Handling und Kampfmanöver                                      |
| #76                                                                                  | 29. Mai         | High-Alpha-Handling und schnelles Rollen                                  |
| #77                                                                                  | 30. Mai         | High-Alpha-Handling und Bodenchecks                                       |
| #78                                                                                  | 30. Mai         | Übungsflüge für Flugschau                                                 |
| #79                                                                                  | 30. Mai         | Übungsflüge für Flugschau                                                 |
| #80                                                                                  | 30. Mai         | Übungsflüge für Flugschau                                                 |
| #81                                                                                  | 31. Mai         | Übungsflüge für Flugschau                                                 |
| #82                                                                                  | 31. Mai         | Übungsflüge für Flugschau                                                 |
| #83                                                                                  | 2. Juni         | Übungsflüge für Flugschau                                                 |
| #84                                                                                  | 2. Juni         | Übungsflüge für Flugschau                                                 |
| #85                                                                                  | 2. Juni         | Übungsflüge für Flugschau                                                 |
| #86                                                                                  | 3. Juni         | Übungsflüge für Flugschau                                                 |
| #87                                                                                  | 3. Juni         | Übungsflüge für Flugschau                                                 |
| #88                                                                                  | 4. Juni         | Übungsflüge für Flugschau                                                 |
| #89                                                                                  | 4. Juni         | Übungsflüge für Flugschau                                                 |
| #90                                                                                  | 4. Juni         | Übungsflüge für Flugschau                                                 |
| #91                                                                                  | 5. Juni         | Übungsflüge für Flugschau                                                 |
| #92                                                                                  | 5. Juni         | Übungsflüge für Flugschau                                                 |
| #93                                                                                  | 5. Juni         | Übungsflüge für Flugschau                                                 |
| #94                                                                                  | 8. Juni         | Überführungsflug nach Paris                                               |
| #95                                                                                  | 9. Juni         | Übungsflüge für Flugschau                                                 |
| #96                                                                                  | 9. Juni         | Übungsflüge für Flugschau                                                 |
| #97                                                                                  | 10. Juni        | Übungsflüge für Flugschau                                                 |
| #98                                                                                  | 11. Juni        | Demo Paris Air Show 1987                                                  |
| #99                                                                                  | 12. Juni        | Demo Paris Air Show 1987                                                  |
| #100                                                                                 | 14. Juni        | Demo Paris Air Show 1987                                                  |
| #101                                                                                 | 15. Juni        | Demo Paris Air Show 1987                                                  |
| #102                                                                                 | 16. Juni        | Demo Paris Air Show 1987                                                  |
| #103                                                                                 | 17. Juni        | Demo Paris Air Show 1987                                                  |
| #104                                                                                 | 18. Juni        | Demo Paris Air Show 1987                                                  |
| #105                                                                                 | 19. Juni        | Demo Paris Air Show 1987                                                  |
| #106                                                                                 | 20. Juni        | Demo Paris Air Show 1987                                                  |
| #107                                                                                 | 21. Juni        | Demo Paris Air Show 1987                                                  |
| #108                                                                                 | 22. Juni        | Rückflug nach Warton                                                      |
| #109                                                                                 | 30. Juni        | Flug mit Druckmesssonden                                                  |
| #110                                                                                 | 30. Juni        | Vibrationstests                                                           |
| #111                                                                                 | 2. Juli         | Cruikshanks (MoD) als Testpilot                                           |
| #112                                                                                 | 2. Juli         | Cruikshanks (MoD) als Testpilot                                           |
| #113                                                                                 | 3. Juli         | Zuliani (IAF) als Testpilot                                               |
| #114                                                                                 | 6. Juli         | Zuliani (IAF) als Testpilot                                               |
| #115                                                                                 | 6. Juli         | Kraftstoffförderung bei negativen „g“                                     |
| #116                                                                                 | 7. Juli         | Scott (MoD) als Testpilot                                                 |
| #117                                                                                 | 7. Dezember     | Handlingtest                                                              |
| #118                                                                                 | 14. Dezember    | Handling und Neigungstests                                                |
| #119                                                                                 | 17. Dezember    | Handling und Neigungstests                                                |
| #120                                                                                 | 18. Dezember    | Handling und Neigungstests                                                |
| #121                                                                                 | 21. Dezember    | Handling und Neigungstests                                                |
| #122                                                                                 | 11. Januar 1988 | Überschalllasten                                                          |
| #123                                                                                 | 18. Januar      | Trimm- und Neigungstests                                                  |
| #124                                                                                 | 19. Januar      | Trimm- und Neigungstests                                                  |
| #125                                                                                 | 20. Januar      | Einführungsflug neuer Pilot (Weger)                                       |
| #126                                                                                 | 21. Januar      | Einführungsflug neuer Pilot (Weger)                                       |
| #127                                                                                 | 27. Januar      | Einführungsflug und Handling neuer Pilot (Hartley)                        |
| #128                                                                                 | 28. Januar      | Handlings- und Neigungstest                                               |
| #129                                                                                 | 2. Februar      | Handling                                                                  |
| #130                                                                                 | 3. Februar      | Handling                                                                  |
| #131                                                                                 | 16. Februar     | Handling                                                                  |
| #132                                                                                 | 17. Februar     | Trimmcheck und Lastmessungen                                              |
| #133                                                                                 | 19. Februar     | Handling- und Trimmchecks                                                 |
| #134                                                                                 | 24. Februar     | Performancemessungen                                                      |
| #135                                                                                 | 25. Februar     | Performance- und Einlaufmessungen                                         |
| #136                                                                                 | 26. Februar     | Einlauf- und Handlingtests                                                |
| #137                                                                                 | 1. März         | Performancemessungen und Kampfmanöver                                     |
| #138                                                                                 | 1. März         | Performancemessungen und Kampfmanöver                                     |
| #139                                                                                 | 2. März         | Kampfmanöver                                                              |
| #140                                                                                 | 4. März         | Fäden am Leitwerk und Leitschaufeln „off“                                 |
| #141                                                                                 | 22. März        | Leitschaufeln „off“, keine Fäden mehr am Leitwerk                         |
| #142                                                                                 | 23. März        | Nachtflug                                                                 |
| #143                                                                                 | 24. März        | Einlauftests                                                              |
| #144                                                                                 | 25. März        | Einlauftests                                                              |
| #145                                                                                 | 28. März        | Performance- und Handlingtests                                            |
| Installation von Lastmesssystem nach 104 Flugstunden                                 |                 |                                                                           |
| #146                                                                                 | 27. Juli        | Testflug                                                                  |
| #147                                                                                 | 27. Juli        | Fotoshooting                                                              |
| #148                                                                                 | 27. Juli        | Fotoshooting                                                              |
| #149                                                                                 | 1. August       | Lastmessungen                                                             |
| #150                                                                                 | 8. August       | Einlaufmessungen                                                          |
| #151                                                                                 | 16. August      | Lastmessungen                                                             |
| #152                                                                                 | 17. August      | Lastmessungen                                                             |
| #153                                                                                 | 19. August      | Lastmessungen                                                             |
| #154                                                                                 | 22. August      | Lastmessungen                                                             |
| #155                                                                                 | 23. August      | Vermessung der Infrarotsignatur                                           |
| #156                                                                                 | 5. September    | Vibrationsmessungen                                                       |
| #157                                                                                 | 6. September    | Vibrationsmessungen                                                       |
| #158                                                                                 | 13. September   | Lastmessungen und Demoübungen                                             |
| #159                                                                                 | 14. September   | Lastmessungen und Demoübungen                                             |
| #160                                                                                 | 16. September   | Last- und Vibrationsmessungen                                             |
| #161                                                                                 | 26. September   | Vibrationsmessungen und verschiedene Lasten auf den Klappen               |
| #162                                                                                 | 26. September   | Lastmessungen während Demomanöver                                         |
| #163                                                                                 | 27. September   | Vibrations- und Lastmessungen                                             |
| #164                                                                                 | 28. September   | Überführungsflug nach Filton, AMSU Driftmessung                           |
| #165                                                                                 | 29. September   | Demo in Bristol bei Rolls-Royce                                           |
| #166                                                                                 | 29. September   | Überführungsflug Bristol nach Warton, AMSU Driftmessung                   |
| #167                                                                                 | 30. September   | Vibrations- und Lastmessungen                                             |
| #168                                                                                 | 5. Oktober      | Verschiedene Lasten auf den Klappen                                       |
| #169                                                                                 | 6. Oktober      | Verschiedene Lasten auf den Klappen                                       |
| #170                                                                                 | 10. Oktober     | Verschiedene Lasten auf den Klappen                                       |
| #171                                                                                 | 11. Oktober     | Verschiedene Lasten auf den Klappen                                       |
| #172                                                                                 | 11. Oktober     | Lastmessungen im Überschall                                               |
| #173                                                                                 | 12. Oktober     | Lastmessungen im Überschall                                               |
| #174                                                                                 | 2. November     | Lastmessungen an Leitwerk und Rumpf                                       |
| #175                                                                                 | 4. November     | Lastmessungen an Leitwerk und Rumpf                                       |
| #176                                                                                 | 7. November     | Lastmessungen an Leitwerk und Rumpf                                       |
| #177                                                                                 | 8. November     | Lastmessungen an Leitwerk und Rumpf                                       |
| #178                                                                                 | 10. November    | Lastmessungen an Leitwerk und Rumpf (Überschall)                          |
| #179                                                                                 | 11. November    | Lastmessungen an Leitwerk und Rumpf (Überschall)                          |
| #180                                                                                 | 24. November    | Überschalltrimmung und -vibrationsanregung                                |
| #181                                                                                 | 25. November    | HRH Demo und Rumpf Unterschalltrimmung                                    |
| #182                                                                                 | 28. November    | Lastmessungen an Leitwerk und Rumpf (Überschall)                          |
| #183                                                                                 | 29. November    | Vermessung der Infrarotsignatur                                           |
| #184                                                                                 | 1. Dezember     | Vermessung der Infrarotsignatur                                           |
| #185                                                                                 | 1. Dezember     | Vermessung der Infrarotsignatur                                           |
| #186                                                                                 | 2. Dezember     | Vermessung der Infrarotsignatur                                           |
| #187                                                                                 | 5. Dezember     | Überschalltrimmung und Lärmmessungen                                      |
| #188                                                                                 | 12. Dezember    | Leitwerksvibrationen bei hohem Anstellwinkel und Druckmessungen           |
| #189                                                                                 | 14. Dezember    | Überschalltrimmung und Druckmessungen                                     |
| Luftbremse wurde auf den Rücken montiert nach 141,7 Flugstunden                      |                 |                                                                           |
| #190                                                                                 | 24. April 1989  | Testflug und Trimmtest                                                    |
| #191                                                                                 | 26. April       | Luftbremse bis zu 15° ausgefahren                                         |
| #192                                                                                 | 27. April       | Navigationsflug und Trimmtests                                            |
| #193                                                                                 | 2. Mai          | Luftbremse bis zu 30° ausgefahren                                         |
| #194                                                                                 | 4. Mai          | Luftbremse bis zu 45° ausgefahren                                         |
| #195                                                                                 | 4. Mai          | Luftbremse bis zu 45° ausgefahren                                         |
| #196                                                                                 | 5. Mai          | Test des Schleppstörsenders, verfolgt von Buccaneer und Tornado           |
| #197                                                                                 | 1. Juni         | Flugkörperabwurf                                                          |
| #198                                                                                 | 1. Juni         | Flugkörperabwurf                                                          |
| #199                                                                                 | 5. Juni         | Flugkörperabwurf                                                          |
| #200                                                                                 | 6. Juni         | Flugkörperabwurf                                                          |
| #201                                                                                 | 27. September   | Testflug, EPU-Zündung und Demo                                            |
| #202                                                                                 | 29. September   | Test-Demoflug für RAF Scampton                                            |
| #203                                                                                 | 2. Oktober      | Test-Demoflug für RAF Scampton                                            |
| #204                                                                                 | 3. Oktober      | Überführungsflug zur RAF Scampton                                         |
| #205                                                                                 | 4. Oktober      | Demoflug für RAF Scampton                                                 |
| #206                                                                                 | 5. Oktober      | Überführungsflug nach Warton via Brough                                   |
| #207                                                                                 | 6. Oktober      | Fotoflug mit Red Arrows in Scampton                                       |
| #208                                                                                 | 28. November    | Lärmmessungen und Überführung nach Boscombe                               |
| #209                                                                                 | 14. Dezember    | Überführungsflug nach Warton                                              |
| #210                                                                                 | 19. Januar 1990 | Getriebetest bei negativen „g“                                            |
| #211                                                                                 | 5. April        | Test der hydraulischen Aktuatoren                                         |
| #212                                                                                 | 1. Juni         | Getriebetest bei negativen „g“                                            |
| #213                                                                                 | 12. Oktober     | Handling im Langsamflug                                                   |
| #214                                                                                 | 18. Oktober     | Überschall Enveloppe-Expansion                                            |
| #215                                                                                 | 6. November     | Überschall Enveloppe-Expansion und Triebwerkstests                        |
| #216                                                                                 | 7. November     | Überschall Enveloppe-Expansion                                            |
| #217                                                                                 | 8. November     | Einlauftests im Überschall                                                |
| #218                                                                                 | 9. November     | Überschall Enveloppe-Expansion                                            |
| #219                                                                                 | 26. November    | High-Alpha-Tests                                                          |
| #220                                                                                 | 14. Dezember    | High-Alpha-Tests                                                          |
| #221                                                                                 | 19. Dezember    | High-Alpha-Tests                                                          |
| #222                                                                                 | 8. Januar 1991  | Enveloppe-Expansion, PE-Check und Flattercheck                            |
| #223                                                                                 | 9. Januar       | Enveloppe-Expansion, PE-Check und Flattercheck                            |
| #224                                                                                 | 11. Januar      | Enveloppe-Expansion, PE-Check und Flattercheck                            |
| #225                                                                                 | 21. Januar      | Überschall Enveloppe-Expansion und Flattertests                           |
| #226                                                                                 | 24. Januar      | Überschall Enveloppe-Expansion und Flattertests                           |
| #227                                                                                 | 25. Januar      | Überschall Enveloppe-Expansion und Flattertests                           |
| #228                                                                                 | 25. Januar      | Überschall Enveloppe-Expansion und Flattertests                           |
| #229                                                                                 | 31. Januar      | Überschall Enveloppe-Expansion und Flattertests                           |
| #230                                                                                 | 31. Januar      | Abbruch aus technischen Gründen                                           |
| #231                                                                                 | 31. Januar      | Enveloppe-Expansion                                                       |
| #232                                                                                 | 18. Februar     | Enveloppe-Expansion                                                       |
| #233                                                                                 | 18. Februar     | Enveloppe-Expansion                                                       |
| #234                                                                                 | 19. Februar     | Enveloppe-Expansion                                                       |
| #235                                                                                 | 19. Februar     | Enveloppe-Expansion                                                       |
| #236                                                                                 | 21. Februar     | Enveloppe-Expansion                                                       |
| #237                                                                                 | 22. Februar     | Enveloppe-Expansion                                                       |
| #238                                                                                 | 25. Februar     | Enveloppe-Expansion                                                       |
| #239                                                                                 | 25. Februar     | Enveloppe-Expansion                                                       |
| #240                                                                                 | 25. Februar     | Enveloppe-Expansion                                                       |
| #241                                                                                 | 26. Februar     | Enveloppe-Expansion                                                       |
| #242                                                                                 | 28. Februar     | Enveloppe-Expansion                                                       |
| #243                                                                                 | 28. Februar     | Enveloppe-Expansion                                                       |
| #244                                                                                 | 12. April       | IFSME, SIFT und Regression                                                |
| #245                                                                                 | 15. April       | IFSME, SIFT und Regression                                                |
| #246                                                                                 | 16. April       | IFSME, SIFT und Regression                                                |
| #247                                                                                 | 16. April       | IFSME, SIFT und Regression                                                |
| #248                                                                                 | 16. April       | IFSME, SIFT und Regression                                                |
| #249                                                                                 | 16. April       | IFSME, SIFT und Regression                                                |
| #250                                                                                 | 17. April       | IFSME, SIFT und Regression                                                |
| #251                                                                                 | 18. April       | Flug in Wirbelschleppe                                                    |
| #252                                                                                 | 18. April       | IFSME, SIFT                                                               |
| #253                                                                                 | 23. April       | IFSME, SIFT                                                               |
| #254                                                                                 | 23. April       | IFSME, SIFT                                                               |
| #255                                                                                 | 23. April       | IFSME, SIFT                                                               |
| #256                                                                                 | 24. April       | Kampfmanöver                                                              |
| #257                                                                                 | 25. April       | IFSME und SIFT                                                            |
| #258                                                                                 | 25. April       | Kampfmanöver                                                              |
| #259                                                                                 | 1. Mai          | IFSME, SIFT und Carefree Handling                                         |
| Gesamtflugzeit 195 Stunden und 21 Minuten                                            |                 |                                                                           |

## Technische Daten
| Kenngröße                | Daten                                                                   |
| ------------------------ | ----------------------------------------------------------------------- |
| Besatzung                | 1 Pilot                                                                 |
| g-Limits                 | wie EFA                                                                 |
| Länge                    | 14,7 m                                                                  |
| Spannweite               | 11,7 m                                                                  |
| Höhe                     | 5,52 m                                                                  |
| Flügelfläche             | 52 m²                                                                   |
| Flügelstreckung          | 2,6                                                                     |
| Leermasse                | 10.000 kg                                                               |
| max. Startmasse          | 14.515 kg                                                               |
| Tragflächenbelastung     | - minimal (Leermasse): 193 kg/m² - maximal (max. Startmasse): 279 kg/m² |
| Triebwerke               | 2 × Turbo-Union RB199 Mk 104                                            |
| Schubkraft               | - mit Nachbrenner: 2 × 75 kN - ohne Nachbrenner: 2 × 40 kN              |
| Höchstgeschwindigkeit    | Mach 2 1                                                                |
| Schub-Gewicht-Verhältnis | - Maximal (Leermasse): 1,5 - Minimal (max. Startmasse): 1               |